# ريتشارد ستوفر
ريتشارد ستوفر (بالإنجليزية: Richard Stover)‏ هو شخصية أعمال أمريكي، ولد في 1962.